# Ibidem

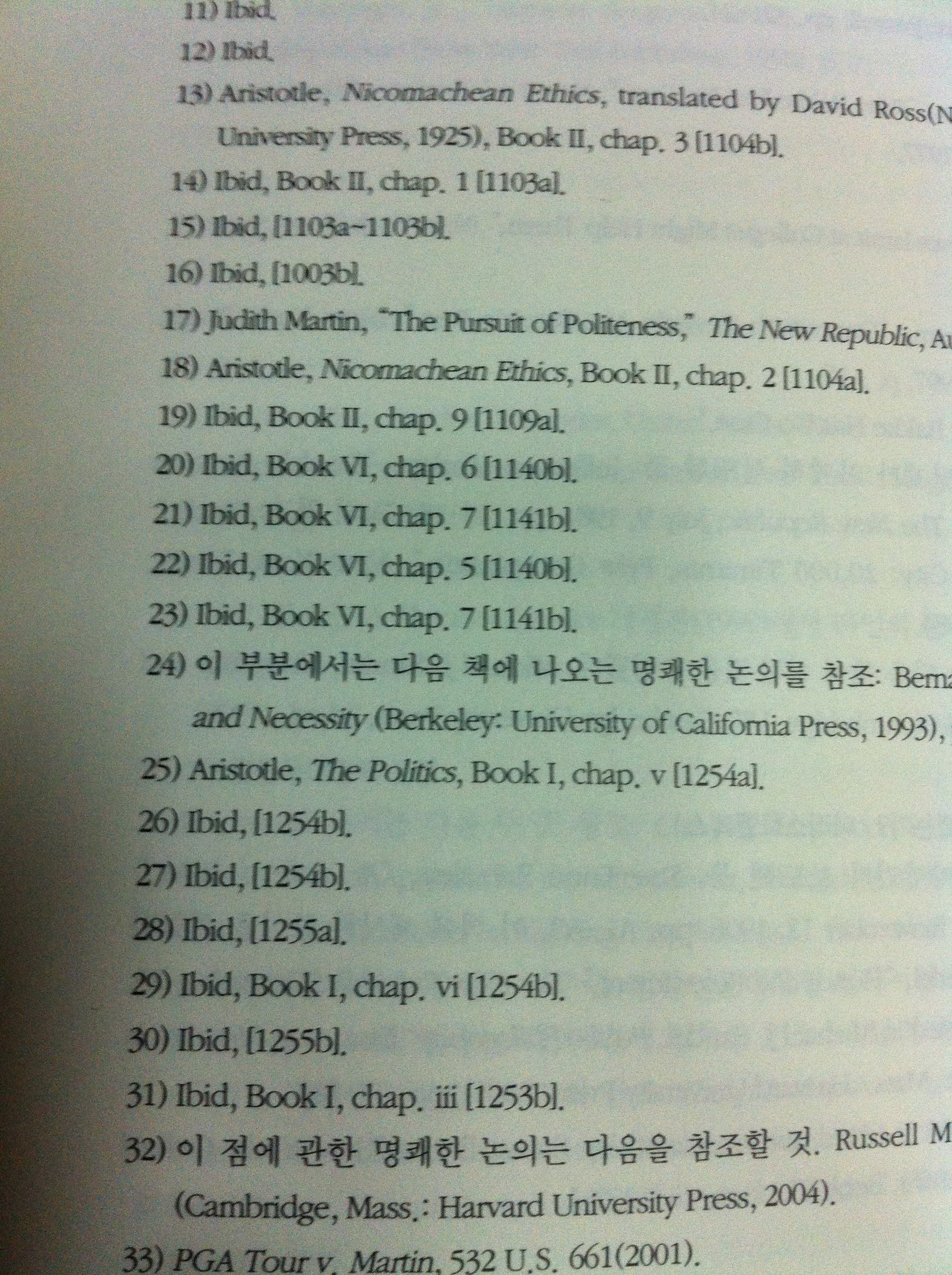
Příklad použití citací Ibid. z knihy Justice od Michaela J. Sandela

Ibidem (ibīdem), zkratkou Ibid. je latinské slovo, které znamená „na stejném místě“ a běžně se používá v poznámce pod čarou, bibliografické citaci nebo vědeckém odkazu pro odkaz na zdroj citovaný v předchozí poznámce nebo položce seznamu. Je to podobné jako Idem, doslova znamenající „tamtéž“, zkráceně id., které se běžně používá v právních citacích. Mimo citace odborných textů, například ve formulářích, se rovněž používá zkratka dtto (přes němčinu z toskánského ditto, [předtím] řečeno).  
Ibid. lze použít také v rámci chicagského systému (jméno-datum) pro odkazy v textu v případě, že existuje blízká předchozí citace z téhož pramene. Předchozí odkaz by měl být ihned viditelný, např. v rámci stejného odstavce nebo stránky.
Někteří vydavatelé akademické literatury preferují, aby se „ibid.“ nepsalo kurzívou, protože se jedná o běžně používaný termín. Použití se liší od stylistických nebo citačních příruček, pokud jde o to, zda se má „ibid.“ doplnit tečkou. Například Oxford Standard for Citation of Legal Authorities tečku vynechává a nepíše se s velkým písmenem, zatímco příručka Economist Style používá malé počáteční písmeno s tečkou na konci.

## Příklad
[1] E. Vijh, Latin for Dummies (New York: Academic, 1997), 23.
[2] Ibid.
[3] Ibid., 29.
[4] A. Alhazred, The Necronomicon (Petrus de Dacia, 1994).
[5] Ibid. 1, 34.
Reference 2 je stejná jako reference 1: E. Vijh, Latin for Dummies na straně 23, zatímco reference 3 odkazuje na stejné dílo, ale na jiném místě, a to na straně 29. Vedlejší záznamy vyžadují odkaz na původní citaci ve tvaru Ibid. <citace #>, jako v referenci 5.

## IbidemneboIbid.v kultuře
- „Ibid“, humoristická povídka H. P. Lovecrafta, má být stručným životopisem (fiktivního) římského učence Ibida.
- Ibid. je použito ve hře Edwarda Albeeho Kdo se bojí Virginie Woolfové? z 60. let 20. století. Albee používá nezkrácené ibid (tj. ibīdem) ve svých scénických pokynech, aby herci řekl, že má použít stejný tón jako v předchozí replice.
- V románech Terryho Pratchetta Pyramidy a Malí bohové ze světa Zeměplochy se efébský filozof jmenuje Ibid, v druhém jmenovaném je zmíněn jako autor Rozprav.
- Ve filmu Dobrý Will Hunting z roku 1997 hlavní hrdina Will Hunting, když se u soudu hájí proti odmítavým výtkám žalobce, špatně cituje (a špatně vyslovuje) pasáž z neznámé knihy, načež následuje prohlášení „Ibid, vaše ctihodnosti“, ačkoli tam žádná druhá citace nebyla.